# Listă de viitoare prefixe telefonice nord-americane
- Această pagină este o listă de viitoare prefixe telefonice nord-americane conform North American Numbering Plan, care se preconizează a fi folosite după cum este nevoie de numere de telefon suplimentare în diferite provincii ale Canadei și state ale Uniunii.

| Prefix telefonic | Stat / Provincie | Prefixe telefonice afectate | Suprapunere | Dată efectivă     |
| ---------------- | ---------------- | --------------------------- | ----------- | ----------------- |
| 227              | Maryland         | 240, 301                    | Da          | Necunoscută       |
| 236              | British Columbia | 778                         | Nu          | Necunoscută       |
| 249              | Ontario          | 705                         | Da          | 2011 martie 19    |
| 274              | Wisconsin        | 920                         | Da          | 2010 martie 10    |
| 283              | Ohio             | 513                         | Da          | Necunoscută       |
| 341              | California       | 510                         | Da          | Necunoscută       |
| 343              | Ontario          | 613                         | Da          | 2010 mai 17       |
| 364              | Kentucky         | 270                         | Nu          | 2001 octombrie 29 |
| 369              | California       | 707                         | Nu          | Necunoscută       |
| 380              | Ohio             | 614                         | Da          | Necunoscută       |
| 447              | Illinois         | 217                         | Da          | Necunoscută       |
| 458              | Oregon           | 541                         | Da          | 2010 februarie 10 |
| 464              | Illinois         | 708                         | Da          | Necunoscută       |
| 470              | Georgia          | 678, 404, 770               | Da          | Necunoscută       |
| 475              | Connecticut      | 203                         | Da          | 2009 decembrie 12 |
| 531              | Nebraska         | 402                         | Da          | Necunoscută       |
| 534              | Wisconsin        | 715                         | Da          | 2010 august 14    |
| 557              | Missouri         | 314                         | Da          | Necunoscută       |
| 564              | Washington       | 360                         | Da          | Necunoscută       |
| 579              | Quebec           | 450                         | Da          | 2010 august 21    |
| 627              | California       | 707                         | Nu          | Necunoscută       |
| 628              | California       | 415                         | Da          | Necunoscută       |
| 659              | Alabama          | 205                         | Da          | Necunoscută       |
| 667              | Maryland         | 443                         | Da          | Necunoscută       |
| 669              | California       | 408                         | Da          | Necunoscută       |
| 679              | Michigan         | 313                         | Da          | Necunoscută       |
| 689              | Florida          | 407                         | Da          | Necunoscută       |
| 721              | Sint Maarten     | Neconoscută                 | Nu          | 2010 mai 31       |
| 730              | Illinois         | 618                         | Da          | Necunoscută       |
| 737              | Texas            | 512                         | Da          | Necunoscută       |
| 764              | California       | 650                         | Da          | Necunoscută       |
| 825              | Alberta          | 587                         | Da          | Necunoscută       |
| 935              | California       | 619                         | Nu          | Necunoscută       |
| 938              | Alabama          | 256                         | Da          | 2010 iulie 10     |
| 959              | Connecticut      | 860                         | Da          | Necunoscută       |
| 975              | Missouri         | 816                         | Da          | Necunoscută       |
| 984              | Carolina de Nord | 919                         | Da          | Necunoscută       |

## Legături externa
- NANP Planned NPAs Not Yet in Service Arhivat în 14 august 2009, la Wayback Machine.